# Гуамаре
Гуамаре (порт. Guamaré) — муниципалитет в Бразилии, входит в штат Риу-Гранди-ду-Норти. Составная часть мезорегиона Центр штата Риу-Гранди-ду-Норти. Входит в экономико-статистический микрорегион Макау. Население составляет 9677 человек на 2006 год. Занимает площадь 259,181 км². Плотность населения — 37,3 чел./км².

## Статистика
- Валовой внутренний продукт на 2004 год составляет 563 177 000,00 реалов (данные: Бразильский институт географии и статистики).
- Валовой внутренний продукт на душу населения на 2004 год составляет 61 155,00 реалов (данные: Бразильский институт географии и статистики).
- Индекс развития человеческого потенциала на 2000 год составляет 0,646 (данные: Программа развития ООН).